# جيسيكا أندرسون
جيسيكا إليزابيث أندرسون (Jessica Elisabeth Andersson)من مواليد 27 أكتوبر 1978.هي مغنية سويدية ،تعرف بكونها مثلت السويد في الموسيقى الغنائية الأوروبية سنة 2003.

## روابط خارجية
- جيسيكا أندرسون على موقع IMDb (الإنجليزية)
- جيسيكا أندرسون على موقع ميوزك برينز (الإنجليزية)
- جيسيكا أندرسون على موقع أول ميوزيك (الإنجليزية)
- جيسيكا أندرسون على موقع ديسكوغز (الإنجليزية)
- جيسيكا أندرسون على موقع قاعدة بيانات الفيلم (الإنجليزية)